# ليف كوليشوف
ليف فلاديميروفيتش كوليشوف (بالروسية: Лев Владимирович Кулешов) 13 يناير(1 يناير.O.S )1899 - 29 مارس 1970 صانع أفلام روسيًا وسوفيتيًا ومنظرًا سينمائيًا، وأحد مؤسسي أول مدرسة أفلام في العالم، مدرسة موسكو السينمائية. حصل على لقب فنان الشعب في جمهورية روسيا الاتحادية الاشتراكية السوفيتية في عام 1969. وقد شارك بشكل وثيق في تطوير أسلوب صناعة الأفلام المعروف باسم المونتاج السوفيتي، ولا سيما دعائمه للحالات النفسية، بما في ذلك استخدام المونتاج والقص للتأثير عاطفيًا على الجمهور، المبدأ المعروف باسم تأثير كوليشوف. كما طور نظرية الجغرافيا الإبداعية ، وهي استخدام الفعل حول القطع لربط الإعدادات المتباينة بطريقة أخرى بسرد متماسك.

## الحياة و الوظيفة
ولد ليف كوليشوف عام 1899 في عائلة مثقفة روسية. كان والده فلاديمير كوليشوف من تراث نبيل: فقد درس الفن في مدرسة موسكو للرسم والنحت و الهندسة المعمارية، على الرغم من رفض والده. ثم تزوج من مدرسة القرية بيلاجيا أليكساندروفنا شوبينا التي نشأت في دار للأيتام ، مما أدى إلى مزيد من المواجهة. أنجبوا ولدين: بوريس وليف.
وفي الوقت الذي ولد فيه ليف كوليشوف ، انهارت الأسرة مالياً وفقدت ممتلكاتها وانتقلت إلى تامبوف ، لتعيش حياة متواضعة. في عام 1911 توفي فلاديمير كوليشوف. بعد ثلاث سنوات ، انتقل ليف ووالدته إلى موسكو حيث كان شقيقه الأكبر يدرس ويعمل مهندسًا. قرر ليف كوليشوف اتباع خطوات والده ودخل مدرسة موسكو للرسم ، رغم أنه لم يكملها. في عام 1916 تقدم للعمل في شركة الأفلام بقيادة ألكسندر خانزونكوف. أنتج مناظر طبيعية لصور يفغيني باور ، مثل ملك باريس ، من أجل السعادة وغيرها. مع مرور الوقت، أصبح كوليشوف أكثر اهتمامًا بنظرية الفيلم. شارك في إخراج فيلمه الأول الشفق عام 1917. صدر فيلمه التالي تحت الرعاية السوفيتية.
خلال 1918-1920 قام بتغطية الحرب الأهلية الروسية بطاقم وثائقي. في عام 1919 ترأس أول دورات السينما السوفيتية في المدرسة الوطنية للسينما. قد يكون كوليشوف أول منظّر سينمائي لأنه كان رائدًا في نظرية المونتاج السوفيتية - طور نظرياته عن التحرير قبل نظريات سيرجي أيزنشتاين (لفترة وجيزة تلميذ كوليشوف). ساهم بمقال "Kinematografichesky naturshchik" في العدد الأول من (Zrelishcha زيليشتشيا) في عام 1922. ومن بين طلابه البارزين الآخرين فسيفولود بودوفكين ، بوريس بارنت ، ميخائيل روم ، سيرجي كوماروف ، بورفيري بودوبيد ، فلاديمير فوغل وأليكساندرا خوخلوفا التي أصبحت زوجته. بالنسبة إلى كوليشوف ، كان جوهر السينما هو التحرير ، والتجاور بين لقطة وأخرى. لتوضيح هذا المبدأ ، ابتكر ما أصبح يعرف باسم تأثير كوليشوف. في تمرين التحرير الشهير هذا ، تم تقطيع لقطات أحد الممثلين بصور مختلفة ذات مغزى (تابوت ، وعاء من الحساء ، إلخ) لإظهار كيف يغير التحرير تفسيرات المشاهدين للصور. ومن اختراعاته الشهيرة الجغرافيا الإبداعية ، والمعروفة أيضًا باسم المناظر الطبيعية الاصطناعية. تم وصف هذه التقنيات في كتابه أساسيات الإخراج السينمائي (1941) والذي تُرجم لاحقًا إلى العديد من اللغات.
بالإضافة إلى عمله النظري والتدريسي ، أخرج كوليشوف عددًا من الأفلام الطويلة. من بين أبرز أعماله فيلم كوميديا الحركة مغامرات السيد ويست الاستثنائية في أرض البلاشفة (1924) ، ودراما نفسية بموجب القانون (1926) مقتبسة من قصة قصيرة كتبها جاك لندن ودراما عن السيرة الذاتية The Great Consoler 1933 استنادًا إلى حياة وأعمال O.هنري . في عامي 1934 و 1935 ، ذهب كوليشوف إلى طاجيكستان لإخراج فيلم Dokhunda هناك ، وهو فيلم مأخوذ عن رواية للشاعر الوطني الطاجيكي صدر الدين عيني ، لكن السلطات اعتبرت المشروع بريبة على أنه ربما يثير القومية الطاجيكية ، وتوقف.
بعد إخراج فيلمه الأخير في عام 1943، عمل كوليشوف كمخرج فني وعميد أكاديمي في VGIK حيث عمل لمدة 25 عامًا. كان عضوًا في لجنة التحكيم في مهرجان البندقية السينمائي الدولي السابع والعشرين ، بالإضافة إلى ضيف خاص. خلال المهرجانات السينمائية الدولية الأخرى. توفي ليف كوليشوف في موسكو عام 1970. ودُفن في مقبرة نوفوديفيتشي. نجا من زوجته ألكسندرا خوخلوفا (1897-1985) ممثلة و مخرجة أفلام ومعلمة و حفيدة بافل تريتياكوف وسيرجي بوتكين و(ابن ألكسندرا سيرجي) من زواجها الأول.

## الجوائز والتكريم
فنان الشعب في روسيا الاتحادية الاشتراكية السوفيتية ، 1969.
وسام لينين
وسام الراية الحمراء للعمل

## روابط خارجية
ليف كوليشوف في شجونه
مقابلة مع حفيدة ليف كوليشوف ، باحثة السينما إيكاترينا خوخلوفا. بقلم آنا أولينينا